# Seznam ranjenih v slovenski osamosvojitveni vojni
Seznam 183 ranjenih na slovenski strani med slovensko osamosvojitveno vojno.

## Seznam

### TO RS
- Aleš Bertoncelj (30. junij 1991, obmejna stražnica Šentilj)
- Janez Bučar (28. junij 1991, Medvedjek)
- Ivan Bukšek (27. junij 1991, Ptuj)
- Mitja Derenčin (27. junij 1991, Ljubljana)
- Robert Dovgan (27. junij 1991, Ljubljana)
- Franc Draksler (28. junij 1991, Kum)
- Milan Farkaš (28. junij 1991, Gornja Radgona)
- Robert Fink (27. junij 1991, Rigonce)
- Boris Fras (24. maj 1991, Ptuj)
- Branimir Furlan (29. junij 1991, Mokronog)
- Vinko Gorenjec
- Alojz Glaser (27. junij 1991, Logatec)
- Bojan Grešovnik (2. julij 1991, Dravograd)
- Bojan Grlica (28. junij 1991, Kum)
- Vinko Hajtnik (2. julij 1991, Dravograd)
- Stanko Hribernik (2. julij 1991, Dravograd)
- Zdenko Janc (28. junij 1991, Kum)
- Jože Judež (28. junij 1991, Kum)
- Silvo Judež (28. junij 1991, Medvedjek)
- Rudi Kajtna (2. julij 1991, Krakovski gozd)
- Branko Kaučič (28. junij 1991, Banfi pri Ljutomeru)
- Aleš Kodra (27. junij 1991, Trzin)
- Rajko Kovač (28. junij 1991, Kum)
- Vlado Kunčič (28. junij 1991, Gibina)
- Roman Lunder (28. junij 1991, Ribnica)
- Anton Martinčič (28. junij 1991, Medvedjek)
- Darko Muc (28. junij 1991, Gornja Radgona)
- Krešo Nemec (28. junij 1991, Kum)
- Željko Obreški (28. junij 1991, Šentilj)
- Mihael Papler (27. junij 1991, Trzin)
- Vinko Pintar (28. junij 1991, Medvedjek)
- Robert Pirih (1. avgust 1993, Rakek)
- Aleksander Počič (28. junij 1991, Šentilj)
- Oto Pok (2. julij 1991, Dravograd)
- Ivan Ravnikar (28. junij 1991, Kum)
- Jože Renar (2. julij 1991, Logatec)
- Rudi Rogelšek (2. julij 1991, Dravograd)
- Rudi Rotar (28. junij 1991, Kum)
- Vitomir Simunošek (2. julij 1991, Dravograd)
- Joško Sovič ( 28. junij 1991 Holmec)
- Ivan Starina (28. junij 1991, Kum)
- Harry Steržaj (28. junij 1991, Kačure)
- Marjan Toplak (28. junij 1991, Štrihovec)
- Marjan Trope (28. junij 1991, Ribnica)
- Ludvik Volf (28. junij 1991, Gornja Radgona)
- Milan Zagernik (2. julij 1991, Dravograd)
- Boris Žižek (2. julij 1991, obmejna stražnica JLA Jožica Flander)
- Zdenko Žnidarčič (2. julij 1991, Loka pri Novi Gorici)

### Civilisti
- Roman Lunder